# Zagorica pri Dobrniču
Zagorica pri Dobrniču – wieś w Słowenii, w gminie Trebnje. W 2018 roku liczyła 57 mieszkańców.